# Mattheüskerk (Breda)
De Mattheüskerk is een voormalig rooms-katholiek kerkgebouw aan de Steendorpstraat in Breda in de Nederlandse provincie Noord-Brabant. Ze is gebouwd naar ontwerp van de Bouwinspectie van het bisdom Breda (architect A. Joorman), en in 1983 in gebruik genomen. Het gebouw heette toen Menswordingskerk. Het was een van de vijf katholieke kerken in Breda-Noord. Naast de Mattheüskerk/Menswordingskerk is anno 2017 enkel nog de Sint-Franciscuskerk over.
Sinds 2000 worden er geen katholieke kerkdiensten meer gehouden. Een jaar later is het gebouw in gebruik genomen door de Christelijke Gereformeerde kerk, en hernoemd tot Mattheüskerk. Sinds 2012 worden er ook vieringen gehouden door de Servisch-orthodoxe parochie Breda.